# Tân Hiệp, Trà Cú
Tân Hiệp là một xã cũ thuộc huyện Trà Cú, tỉnh Trà Vinh, Việt Nam.

## Địa lý
Xã Tân Hiệp có vị trí địa lý:
- Phía đông giáp huyện Cầu Ngang
- Phía tây giáp xã Ngãi Xuyên
- Phía nam giáp xã Long Hiệp
- Phía bắc giáp huyện Cầu Ngang và xã Phước Hưng.

Xã Tân Hiệp có diện tích 24,79 km², dân số năm 2019 là 10.670 người, mật độ dân số đạt 430 người/km².

## Hành chính
Xã Tân Hiệp được chia thành 8 ấp: Ba Trạch A, Ba Trạch B, Bến Nố, Chuông Bát, Con Lọp, Long Trường, Nô Men, Sóc Ruộng.

## Lịch sử
Ngày 15 tháng 9 năm 1981, Hội đồng Bộ trưởng Quyết định 69-HĐBT về việc chia xã Long Hiệp thành ba xã là xã Long Hiệp, xã Tân Hiệp và xã Ngọc Biên.
Ngày 15 tháng 10 năm 2019, Hội đồng Nhân dân tỉnh Trà Vinh ban hành Nghị quyết 157/NQ-HĐND về việc sáp nhập ấp Nô Đùng vào ấp Nô Men.